# Old Shep
Old Shep est une chanson de Red Foley et Arthur Willis à propos d'un chien que Foley aurait eu quand il était enfant (en réalité, le chien, empoisonné par un voisin, est un berger allemand nommé Hoover). Foley et Willis écrivirent la chanson en 1933, mais elle ne sorti en single qu'en 1941.
Old Shep sera ensuite enregistré par plusieurs artistes dont Hank Snow et Elvis Presley, devenant un standard de la musique country.
Le 3 octobre 1945, Presley alors âgé de 10 ans chante cette chanson lors de sa première prestation publique à l'occasion d'un concours de chant au Mississippi-Alabama Fair and Dairy Show. Il finira cinquième, gagnant 5 dollars et un ticket pour la fête foraine.
La seule reprise de la chanson à être apparue dans les UK Singles Chart sera la version de Clinton Ford en octobre 1959, avec une semaine de présence à la 27e place,.